# Imrenczewo
Imrenczewo (bułg. Имренчево) – wieś w Bułgarii, w obwodzie Szumen, w gminie Weliki Presław. W 2024 roku liczyła 411 mieszkańców.